# Route4U
A Route4U egy Magyarországon bejegyzett szervezet, amely kerekesszékkel élők közlekedését igyekszik megkönnyíteni az általuk fejlesztett alkalmazáson keresztül (IOS, Android és webes) világszerte. Az alkalmazás Openstreetmap alapú és bárki számára ingyenesen elérhető aki kerekesszékkel vagy babakocsival tervezne útvonalat. Az eszköz olyan helyek akadálymentességét is  mutatja mint például bankok, középületek, éttermek vagy kávézók.

## Feltérképezett városok
Jelenleg 8 városban van jelen a Route4U app: Budapesten, Portsmouthban, Swordsban (Dublin vonzáskörzetében), Tel Avivban, Washington DC-ben, a texasi Austinban, Bécsben és Londonban, de a hálózat folyamatos bővülés alatt áll. 

## Díjak
- 2015. április: Design Terminal SmartCityLab program[3]
- 2015. május: DBH Seedstar Battle - győztes[4]
- 2015. május: Pioneers Showroom díj[5]
- 2015. június: HITS közönség díj[6]
- 2016. március: Challenge Cup Regionális Döntő (Tel Aviv) győztes[7]
- 2016. május: Budapest-Wienna Interurban 2.0 győztes[8]
- 2016. június: 1776 Challenge Cup (Washington DC)[9]
- 2017. március: Düsseldorf - Be Smart! Hungarian Tech Day 2. hely[10]

## További információ
- Official website
- Route4u a Facebookon
- Route4u a Titteren
- Forbes online Archiválva 2018. március 20-i dátummal a Wayback Machine-ben
- Heti Világgazdaság (HVG)
- ATV